# Hôtel de ville du Pré-Saint-Gervais
L’hôtel de ville du Pré-Saint-Gervais est le principal bâtiment administratif du Pré-Saint-Gervais, dans le département de Seine-Saint-Denis, en France. Il est situé sur la place du Général-Leclerc.

## Historique

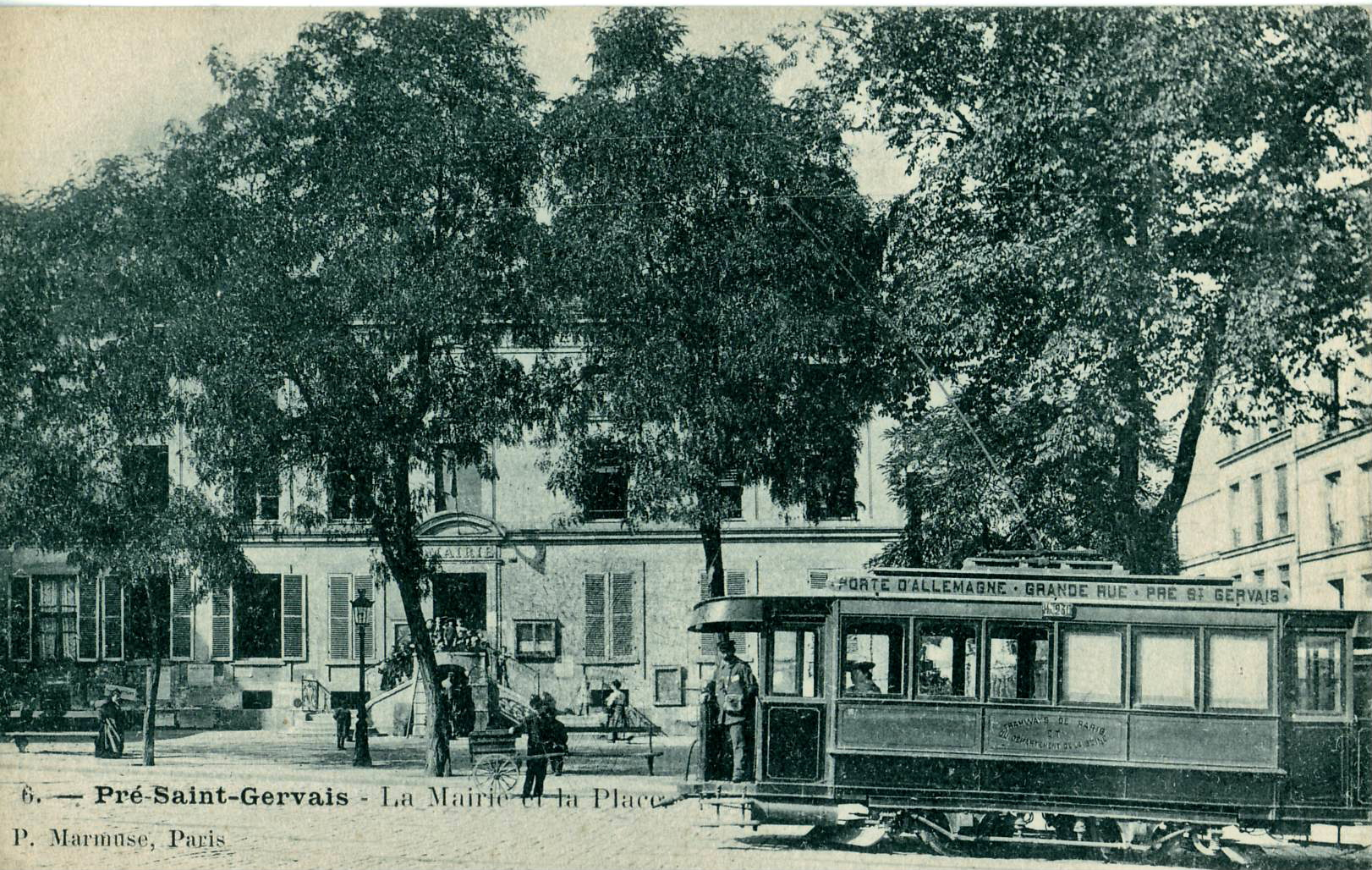
La mairie vers 1900.

Dès 1803, la ville disposait d'une maison communale, louée pour la somme de cent francs.
Ce bâtiment de trois étages, construit au XVIIe siècle, était une maison de campagne destinée à une famille anglaise. En 1840, il est racheté par la commune auprès de Mr Robert, son propriétaire, pour un montant de vingt-trois mille francs. On y installe l'administration communale, l'école et l'appartement du maître. Depuis la construction d'un bâtiment scolaire dans les années 1880, le bâtiment sert exclusivement d'hôtel de ville.

## Mobilier
Quatre tableaux du peintre Alphonse Quizet (1885-1955) sont exposés dans la salle des mariages.